# El diario (programa de televisión)
El diario fue un talk show de testimonios producido por Boomerang TV para Antena 3. El programa se emitió cada tarde de lunes a viernes entre el 9 de julio de 2001 y el 19 de agosto de 2011.

## Formato
Cada día, el programa invitaba a una serie de personas anónimas que aportaban su testimonio personal sobre un tema concreto planteado previamente por el programa, generalmente relacionado con los conflictos familiares o los problemas sentimentales.

## Presentadores

### Oficiales
| Presentador        | Título del programa                | Fechas                                  | Información |
| ------------------ | ---------------------------------- | --------------------------------------- | --- |
| Patricia Gaztañaga | El diario de Patricia              | 9/7/2001-24/11/2006; 26/2/2007-9/7/2008 | De lunes a viernes, (9/7/2001-24/11/2006) y tras regresar de su baja por maternidad, de lunes a jueves (26/2/2007-9/7/2008). |
| Yolanda Vázquez    | El diario del viernes, con Yolanda | 2/3/2007-5/10/2007                      | Después de sustituir a Patricia Gaztañaga durante su baja, se quedó al frente del programa del viernes. |
| Juan y Medio       | Diario y Medio                     | 19/10/2007-1/8/2008                     | Presentador de los viernes tras la marcha de Yolanda Vázquez. Tras la marcha de Patricia Gaztañaga, el 9 de julio de 2008, la cadena anunció qué sería él quién tomase el relevo de la vasca y así fue desde el 10 de julio de 2008 al 1 de agosto de 2008, parando ese mismo día para su descanso estival, pero después ya no regresaría. |
| Sandra Daviú       | El diario                          | 22/9/2008-22/7/2011                     | Asumió la presentación del programa primero como sustituta veraniega (Diario de verano, 4/8/2008-19/9/2008), de lunes a viernes y después como titular. El programa cambió de imagen y nombre: El diario, (22/9/2008-22/7/2011). |

### Sustitutas enEl diario de verano
| Presentadora    | Fechas                                                                          |
| --------------- | ------------------------------------------------------------------------------- |
| Silvia Ruiz     | 22/7/2002-6/9/2002                                                              |
| Yolanda Vázquez | 14/7/2003-5/9/2003; 19/7/2004-3/9/2004; 18/7/2005-2/9/2005; 16/7/2007-31/8/2007 |
| Mónica Martínez | 10/7/2006-1/9/2006                                                              |
| Sandra Daviú    | 4/8/2008-19/9/2008                                                              |
| Vanessa Martyn  | 10/8/2009-28/8/2009                                                             |
| Ainhoa Arbizu   | 26/7/2010-3/9/2010; 25/7/2011-19/8/2011                                         |

## Audiencias
| Temporada | Temporada                | Estreno                  | Final                   | Audiencia    | Audiencia                                                     | Horario     |
| Temporada | Temporada                | Estreno                  | Final                   | Espectadores | Cuota                                                         | Horario     |
| --------- | ------------------------ | ------------------------ | ----------------------- | ------------ | ------------------------------------------------------------- | ----------- |
|           | Verano                   | 9 de julio de 2001       | 7 de septiembre de 2001 | 1 774 000    | 26,7%                                                         | 19:00-20:00 |
| 1.ª       | 10 de septiembre de 2001 | 19 de julio de 2002      | 2 200 000               | 28,5%        |                                                               | 19:00-20:00 |
| Verano    | 22 de julio de 2002      | 6 de septiembre de 2002  | 1 353 000               | 24,3%        |                                                               | 19:00-20:00 |
| 2.ª       | 9 de septiembre de 2002  | 11 de julio de 2003      | 1 820 000               | 24,0%        |                                                               | 19:00-20:00 |
| Verano    | 14 de julio de 2003      | 5 de septiembre de 2003  | 1 397 000               | 24,7%        |                                                               | 19:00-20:00 |
| 3.ª       | 8 de septiembre de 2003  | 16 de julio de 2004      | 2 075 000               | 24,6%        | 19:00-20:20                                                   |             |
| Verano    | 19 de julio de 2004      | 3 de septiembre de 2004  |                         |              | 19:00-20:20                                                   |             |
| 4.ª       | 6 de septiembre de 2004  | 15 de julio de 2005      |                         |              | 19:00-20:20                                                   |             |
| Verano    | 18 de julio de 2005      | 30 de agosto de 2005     |                         |              | 18:45-20:20                                                   |             |
| 5.ª       | 2 de septiembre de 2005  | 7 de julio de 2006       | 2 046 000               | 23,4%        | 18:45-20:20                                                   |             |
| Verano    | 10 de julio de 2006      | 1 de septiembre de 2006  |                         |              | 18:45-20:20                                                   |             |
| 6.ª       | 4 de septiembre de 2006  | 12 de julio de 2007      | 1 940 000               | 20,5%        | 18:45-20:20                                                   |             |
| Verano    | 16 de julio de 2007      | 31 de agosto de 2007     |                         |              | 18:45-20:20                                                   |             |
| 7.ª       | 3 de septiembre de 2007  | 1 de agosto de 2008      | 1 805 000               | 17,8%        | 18:45-20:20                                                   |             |
| Verano    | 4 de agosto de 2008      | 19 de septiembre de 2008 |                         |              | 18:45-20:20                                                   |             |
| 8.ª       | 22 de septiembre de 2008 | 7 de agosto de 2009      | 1 791 000               | 18,5%        | 19:30-21:00                                                   |             |
| Verano    | 10 de agosto de 2009     | 28 de agosto de 2009     |                         |              | 19:30-21:00                                                   |             |
| 9.ª       | 31 de agosto de 2009     | 23 de julio de 2010      |                         |              | 19:30-21:00                                                   |             |
| Verano    | 26 de julio de 2010      | 3 de septiembre de 2010  |                         |              | 19:30-21:00                                                   |             |
| 10.ª      | 6 de septiembre de 2010  | 22 de julio de 2011      |                         |              | 20/9/2010-4/4/2011 18:45-20:00 7/4/2011-19/8/2011 18:00-19:15 |             |
| Verano    | 25 de julio de 2011      | 19 de agosto de 2011     |                         |              | 20/9/2010-4/4/2011 18:45-20:00 7/4/2011-19/8/2011 18:00-19:15 |             |
| Total     | Total                    | 9 de julio de 2001       | 19 de agosto de 2011    |              |                                                               | –           |

- Entre 2001 y 2007 el programa cosechó una audiencia media de 2.032.000 (24,9%), datos superiores a la media de la cadena.[9] En la temporada 2007/08, el programa anotó unas cifras inferiores con una media de 1.805.000 (17,8%). Aun así, rondaba la media de la cadena.

- El programa más visto fue emitido el 26 de enero de 2005, bajo el enunciado: ¿Por qué no me dejas ser feliz? que registró una media de 3.670.000 (30,8%).

- Su máximo histórico de cuota lo alcanzó el 29 de abril de 2004 con un 36% de cuota de pantalla y 2.850.000 espectadores, en un espacio que tenía como tema central: Necesito saber quién tiene mi sangre.

## Reconocimientos

### TP de Oro
| Año  | Categoría      | Resultado |
| ---- | -------------- | --------- |
| 2001 | Mejor Magazine | Ganador   |

## Controversias
A lo largo de su historia, el programa fue cuestionado en múltiples ocasiones por críticos televisivos y asociaciones de espectadores, llegando una de las invitadas a abandonar el plató en directo porque estaba hasta el cоñо de él, al considerar inapropiados sus contenidos para el horario de protección infantil, así como la manipulación de los invitados, hasta el punto de ser considerado uno de los programas paradigmáticos de la telebasura.
Las críticas arreciaron en especial tras el 19 de noviembre de 2007, con el asesinato de la joven rusa Svetlana Orlova a manos de su expareja, cinco días después de la emisión de un programa donde participaron ambos y en el que ella rechazaba ante las cámaras su propuesta de matrimonio.
En el tercer informe de la Comisión Mixta de Seguimiento del Código de Autorregulación de Contenidos Televisivos e Infancia (de marzo de 2007 a marzo de 2008), El diario de Patricia figuraba entre los cinco programas que más denuncias recibieron por haber vulnerado dicho código.